# Cho Kyu-hyun
Cho Kyuhyun (né le 3 février 1988 à Séoul), est un chanteur et danseur sud-coréen du groupe de K-pop nommé Super Junior. Il fait également partie des sous-groupes Super Junior-M et Super Junior-K.R.Y.. Il est également un des quatre artistes coréens à apparaître sur des timbres-poste chinois. Il sort son premier mini-album At Gwanghwamun le 13 novembre 2014.

## Biographie
Il est le maknae de son boys band (plus jeune membre). Le nom de son fan club est GAMERs. On peut noter que Kyuhyun a été victime d'un grave accident le 19 avril 2007 avec Leeteuk (Park Jung Soo), Eunhyuk et Shindong. Kyuhyun et Leeteuk ont été gravement blessés.
Kyuhyun est né dans une famille de parents impliqués dans les affaires qui ne voyaient pas d'un bon œil son intérêt pour la musique d'autant plus qu'il avait gagné un grand concours de mathématiques. Ces derniers l'encourageaient tout de même du moment que ses résultats restaient convenables.
Il est repéré par SM Entertainment en 2003 et finit par intégrer le groupe Super Junior 05 en 2005. Le groupe, grâce à son succès, finira par devenir un groupe définitif sous le nom de Super Junior et Kyuhyun deviendra le 13e membre.
Il a le rôle de leader vocal avec Kim Ryeo-wook et Yesung et depuis peu est aussi danseur principal. Il fait partie de deux sous-groupe (M et K.R.Y.) et sera choisi par l'agence pour participer à SM The Ballad, un groupe réunissant les plus belles voix du label SM.
Ses activités en dehors du groupe se sont diversifiées au cours du temps: 
- Animateur de Radio Star
- Animateur de Mamma Mia
- Rôle dans la comédie musicale The Three Musketeers (2011)
- Rôle dans la comédie musicale Catch me if you can (2012)
- OST : Poseidon (2011), God of war (2012)

## Filmographie

### Films
| Date | Titre                                                    | Rôle     |
| ---- | -------------------------------------------------------- | -------- |
| 2010 | Super Show 3 3D                                          | Lui-même |
| 2012 | I AM. - SM Town Live World Tour in Madison Square Garden | Lui-même |
| 2013 | Super Show 4 3D                                          | Lui-même |

### Télévision
| Année                      | Titre                                     | Chaîne               |
| -------------------------- | ----------------------------------------- | -------------------- |
| depuis 2011                | The Radio Star (en tant que présentateur) | MBC                  |
| 2012                       | We Got Married (version chinoise)         | Shanghai Media Group |
| avril 2013 – novembre 2013 | Mamma Mia                                 | KBS                  |
| 2013                       | Happy Together                            | KBS                  |
| 16 novembre 2014           | Running Man (épisode 221)                 | SBS                  |
| avril 2015                 | Fluttering India                          | KBS                  |

### Théâtre
| Année            | Titre                    | Rôle                | Notes          |
| ---------------- | ------------------------ | ------------------- | -------------- |
| 2010-2011 / 2013 | The Three Musketeers     | D'Artagnan          | Rôle principal |
| 2012-2013        | Catch Me If You Can (en) | Frank Abagnale Jr.  | Rôle principal |
| 2014             | Moon Embracing the Sun   | King Lee Hwon       | Rôle principal |
| 2014             | Singin' in the Rain      | Don Lockwood        | Rôle principal |
| 2014-2015        | The Days                 | Mooyeong            | Rôle principal |
| 2015             | Robin Hood               | Prince Phillip      |                |
| 2016             | Mozart!                  | Mozart              | Rôle principal |
| 2020 / 2025      | The Man Who Laughs       | Gwynplaine          | Rôle principal |
| 2021             | Phantom                  | Erik                | Rôle principal |
| 2021 / 2024      | Frankenstein             | Victor Frankenstein | Rôle principal |

### Apparition dans des clips
| Année | Chanson        | Artiste(s)                   |
| ----- | -------------- | ---------------------------- |
| 2005  | "Hi Ya Ya"     | Chin Chin's Members          |
| 2009  | "Happy Bubble" | Kyuhyun, Donghae, Han Ji-min |
| 2011  | "Late Autumn"  | Yoon Jong-shin               |
| 2011  | "Blind"        | TRAX                         |
| 2013  | "Trap"         | Henry                        |